# Акционерный банк
Акционе́рный банк — банк, созданный как акционерное общество (в отличие от частного банка). Выпускает акции и облигации. Существуют закрытые и открытые акционерные банки, соответствующие закрытым и открытым акционерным обществам.
Держатели акций не отвечают по обязательствам акционерного банка, риск их потерь не превышает стоимости акций (в случае неполной оплаты акций, ответственность по обязательствам банка существует, но не превышает недоплаченной за акции суммы).
В Российской Федерации акционерное устройство банка преобладает (64 % на 2008 год, из них 26 % закрытых и 38 % открытых).